# Jens Worm
Jens Worm (24. august 1716 i Aarhus – 31. december 1790 sammesteds) var en dansk faglitterær forfatter og rektor.
Jens Worm blev født i Aarhus og var var sønnesøn af præsident i Ribe, Matthias Worm og søn af den sidste teologiske lektor i Aarhus, Oluf Worm (død 1743) og Karen født Knob (død 1750). Han blev privat dimitteret til Københavns Universitet 1733 og lå på Borchs Kollegium 1735-40. Under sit ophold der tog han attestats 1736 og blev dekan på Kommunitetet. I de 7 år, han levede i København, stod han i stor yndest hos Hans Gram, der vejledede ham og lod ham benytte sin rige bogsamling. Ved Bibelrevisionen i de år var han medarbejder.
1740 blev han konrektor i Aarhus og tog samme år magistergraden. Til Aarhus Skole var han derefter knyttet i 35 år. Fra begyndelsen var han vel af navn kun konrektor; men da rektoren var meget svagelig, styrede han lige fra sin tiltrædelse skolen så godt som alene. Ved rektorens død 1752 rykkede Worm op i hans plads. 1754 blev han desuden professor philosophiae. Efter et anstrengende skoleliv nedlagde han sit embede 1775 med almindelig anerkendelse for at have udført sin gerning med dygtighed og troskab.
Han benyttedes også hyppig af regeringen i kommissioner og beklædte forskellige tillidshverv. 1777 fik han titel af justitsråd. Da han døde uddøde den berømte Wormske slægt på mandssiden.
I Københavnske Videnskabers Selskabs Skrifter XI. bind har han ladet trykke Forsøg til en Skolehistorie, forestillende de latinske Skolers og Skolevæsenets Tilstand i Danmark før Reformationen. Men det er dog ved hans forfatterleksikon, at hans navn vil være uforglemmeligt i den danske litteratur. Fra 1771 til 1784 udgav han i 3 dele Forsøg til et Lexikon over danske, norske og islandske lærde Mænd, som ved trykte Skrifter have gjort sig bekjendte, et uundværligt hjælpemiddel for senere litteraturforskere og et værk, som ved sin fylde af biografiske og litterære oplysninger så vel vidner om sin forfatters lærdom som om hans udmærkede samlerflid og nøjagtighed. Slesvigerne blev ikke medtaget, fordi de allerede fuldstændig var omhandlede i Johannes Mollers Cimbria litterata.
For overhovedet at kunne levere et værk af den art måtte han have støtte og medhjælp fra mange sider, og sådan hjælp erkender han også at have modtaget i rigt mål; i fortalerne gøres udførlig rede derfor. Således har bl.a. Jacob Langebek gennemgået værket før trykningen og tilføjet meget, og udgivelsen i trykken af 3. del besørgedes for største delen af Worms søstersøn og plejesøn, magister Oluf Worm, der på den tid var dekan ved Kommunitetet.
En stor del af Worms skriftlige efterladenskaber er havnede i Horsens Skolebibliotek.
Worm blev 1754 gift med Anna Müller (født 15. maj 1701 død 23. april 1774), en præstedatter fra Holbæk i Randers Amt; hun havde været gift 2 gange tidligere: 1. med præsten Gregers O. Bruun i Gjerrild; 2. med krigsråd Niels Langballe i Aarhus.
Han er begravet i Ølsted Kirke. Der findes portrætter af Worm og hustru malet af Andreas Brünniche 1758 (Horsens Statsskole).